# 弘煜科技
弘煜科技事業股份有限公司（FUNYOURS TECHNOLOGY），又稱弘煜科技、FY，創辦人洪而立，成立於1993年，為少數於中台灣並且超過十年以上歷史的遊戲公司，主要知名遊戲系列有風色幻想等。

## 大事紀
- 1993年
  - 弘煜科技事業股份有限公司成立
  - 創業作—PCGAME(DOS)『南海霸主』發售
- 1994年
  - PCGAME(DOS)『星世紀戰將』發售
- 1997年
  - PCGAME『幻想時空』發售
- 1998年
  - PCGAME『EQ大富翁』發售
  - PCGAME『恰哥與肥佬』發售
- 1999年
  - PCGAME『魔導聖戰～風色幻想』發售
- 2000年
  - PCGAME『風色幻想SP～封神之刻』發售
  - PCGAME『魔法氣泡』發售
- 2001年
  - PCGAME『風色幻想SP～封神之刻』獲頒『台北電腦公會2001年度GAMESTAR遊戲選拔最佳角色戰略獎』
  - PCGAME『麻辣大富翁』發售
  - PCGAME『幻翼傳說～露卡的魔獸教室』發售
- 2002年
  - PCGAME『炎舞～真戰略』發售
  - PCGAME『超級鬥球王』發售
  - PCGAME『風色幻想Ⅱ～aLIVE』發售
- 2003年
  - PCGAME『風色幻想Ⅱ～aLIVE』獲頒『經濟部工業局2003年度GAMESTAR遊戲之星最佳單機遊戲』
  - PCGAME『征天風舞傳～三國誌異』發售
  - PCGAME『征天風舞傳～三國誌異』獲頒『2003年度北京ChinaJoy遊戲圖像效果大獎』
  - PCGAME『魔導聖戰～風色幻想限量典藏版』發售（再版）
  - PCGAME『風色幻想SP～封神之刻超值紀念版』發售（再版）
- 2004年
  - PCGAME『風色幻想Ⅲ～罪與罰的鎮魂歌』發售
- 2005年
  - PCGAME『風色幻想Ⅲ～罪與罰的鎮魂歌』獲頒『經濟部工業局2005年度GAMESTAR遊戲之星最佳策略遊戲獎』
  - PCGAME『風色幻想４～聖戰的終焉』發售
  - PCGAME『風色幻想Ⅲ～罪與罰的鎮魂歌』獲頒『電腦玩家第八屆遊戲金像獎自製類最佳遊戲劇本獎』
- 2006年
  - PCGAME『風色幻想５～赤月戰爭』發售
- 2007年
  - PCGAME『風色幻想６～冒險奏鳴』發售
  - PCGAME『Keroro軍曹～藍星侵略大作戰』發售
  - PCGAME『水滸新傳～天地之風』發售
- 2008年
  - PCGAME『風色幻想XX～交錯的軌跡』發售
- 2009年
  - PCMMORPG『風色幻想Online』正式上線
  - PCMMORPG『風色幻想Online』第一版資料片『封嶽之塔』正式上線
  - PCMMORPG『風色幻想Online』日本版本正式上線
  - PCGAME『風色幻想XX～交錯的軌跡』榮獲『2009巴哈姆特遊戲大賞人氣國產單機遊戲項目』
- 2010年
  - PCMMORPG『風色幻想Online』第二版資料片『蒼炎戰旗』正式上線
  - PCMMORPG『風色幻想Online』榮獲『台北市電腦公會2009年度GAMESTAR遊戲之星最佳線上遊戲獎』
  - PCMMORPG『風色幻想Online』第三版資料片『鍊金強襲』正式上線
  - PCMMORPG『風色幻想Online』大陸版本正式上線
  - PCMMORPG『風色幻想Online』第四版資料片『魔王降臨』正式上線
  - PCMMORPG『風色英雄傳Online』正式上線
  - PCMMORPG『風色英雄傳Online』第一版資料片『帝國的逆襲』正式上線
- 2011年
  - PCMMORPG『風色幻想Online』第五版資料片『禁忌革命』正式上線
  - PCMMORPG『風色英雄傳Online』第二版資料片『聖魔重生』正式上線
  - PCMMORPG『風色英雄傳Online』日本版本正式上線
- 2012年
  - MobileGAME『ブルーオデッセイ』日本地區正式營運上線
  - WEBGAME『聖痕幻想』（聖痕のエルドラド）日本地區正式營運上線
  - WEBGAME『聖痕幻想』台灣地區正式營運上線
  - WEBGAME『少女兵器』台灣地區正式營運上線
  - WEBGAME『永恆星語』台灣地區正式營運上線
  - WEBGAME『永恆星語』（燐光のレムリア）日本地區正式營運上線
  - WEBGAME『永恆星語』（燐光のレムリア）榮獲『日本Gpara網站2012網頁遊戲人氣票選第一』
  - PCMMORPG『風色幻想Online』第六版資料片『天使城的誓言』改版更新
- 2013年
  - MobileGAME『永恆星語 Moblie』台灣地區正式營運上線
  - WEBGAME『仙姬幻想』（幻想戦姫）日本地區正式營運上線
  - WEBGAME『童話大戰』（箱庭のフォルクローレ）日本地區正式營運上線
  - WEBGAME『童話大戰』榮獲『經濟部工業局2013年度數位內容產品獎』
  - MobileGAME『幻想物語』（ブルーオデッセイ）台灣地區正式營運上線
  - WEBGAME『仙姬幻想』台灣地區正式營運上線
  - WEBGAME『少女兵器』（少女兵器web）日本地區正式營運上線
  - WEBGAME『童話大戰』台灣地區正式營運上線
  - WEBGAME『戰龍魂』台灣地區正式營運上線
  - WEBGAME『永恆星語』（燐光のレムリア）榮獲『日本WebMoney年度優秀新進遊戲賞』
  - WEBGAME『女神之吻』台灣地區正式營運上線
  - WEBGAME『聖痕幻想』榮獲『遊戲基地2012遊戲金像獎自製網頁遊戲金獎』
  - WEBGAME『永恆星語』榮獲『遊戲基地2012遊戲金像獎自製網頁遊戲銀獎』
- 2014年
  - MobileGAME『神隱幻姬』台灣地區正式營運上線
  - MobileGAME『神話X』（オペラオブミス）日本地區正式營運上線
  - WEBGAME『聖痕幻想II』台灣地區正式營運上線
  - WEBGAME『聖痕幻想II』（剣戟のソティラス）日本地區正式營運上線
  - 日本分公司：コスモスノート株式会社 成立
  - 日本分公司：株式会社 FUNYOURS JAPAN 成立
  - MobileGAME『壞壞童話』台灣地區正式營運上線
  - MobileGAME『永恆星語 Moblie』大陸地區正式營運上線
  - WEBGAME『鐵金剛少女Z ONLINE』台灣地區正式營運上線
  - WEBGAME『鐵金剛少女Z ONLINE』（ロボットガールズZ ONLINE）日本地區正式營運上線
  - MobileGAME『神話X』台灣地區正式營運上線
  - MobileGAME『永恆星語 Moblie』（燐光のレムリアforMobile）日本地區正式營運上線
  - WEBGAME『女神之吻』（神之諭）大陸地區正式營運上線
  - WEBGAME『聖痕幻想』（圣痕幻想）大陸地區正式營運上線
  - WEBGAME『聖痕幻想』榮獲『經濟部工業局2013年度GAME STAR遊戲之星國內自製遊戲最佳網頁遊戲類獎項』
- 2015年
  - WEBGAME『九十九姬』台灣地區正式營運上線
  - WEBGAME『九十九姬』（九十九姫）日本地區正式營運上線
  - WEBGAME『聖痕幻想II』（圣痕幻想II）大陸地區正式營運上線
  - MobileGAME『神隱幻姬』大陸地區正式營運上線
  - WEBGAME『無限のジグラット』日本地區正式營運上線
  - MobileGAME『永恆星語Moblie』榮獲『經濟部工業局2014年度GAME STAR遊戲之星行動遊戲類十大人氣遊戲獎』
  - WEBGAME『永恆星語』榮獲『經濟部工業局2014年度GAME STAR遊戲之星國內自製遊戲票選獎』
  - WEBGAME『聖痕幻想』榮獲『經濟部工業局2014年度GAME STAR遊戲之星國內自製遊戲票選獎』
- 2016年
  - 與網頁版資料共構之MobileGAME『ブレイヴガール レイヴンズ』日本地區正式營運上線
  - WEBGAME『レムリア～Strada Of Chain～』日本地區正式營運上線
  - WEBGAME『レジェンドオブアルスマーナ』日本地區正式營運上線
  - WEBGAME『燐光星語』日本地區正式營運上線
  - WEBGAME『Brave Girl Ravens xR』北美地區正式營運上線
  - 與日商艾鳴共同發表全新萬人連線MMO型手遊「風色幻想Mobile」合作計畫
- 2017年
  - MobileGAME『時空之翼』臺灣地區正式營運上線
  - WEBGAME『マジカルフォーゼ プリズム ガール』日本地區正式營運上線
  - 與網頁版資料共構之MobileGAME『Brave Girl Ravens xR』北美地區正式營運上線
  - MobileGAME『ラピクロ』日本地區正式營運上線
  - 與網頁版資料共構之MobileGAME『マジカルフォーゼ プリズム ガール』日本地區正式營運上線
  - WEBGAME『月が導く異世界道中』日本地區正式營運上線
- 2018年
  - WEBGAME『鋼鉄の守護姫兵団』正式於日本地區推出
  - 與網頁版資料共構之MobileGAME『鋼鉄の守護姫兵団』正式於日本地區推出
  - WEBGAME『九十九姬』Steam版本正式上線
  - WEBGAME『ラスト・エリュシオン』正式於日本地區推出

## 外部連結
- （繁體中文）弘煜科技企業首頁 （页面存档备份，存于）
- （繁體中文）弘煜科技事業股份有限公司粉絲團